# プロスペローの本
『プロスペローの本』（原題：Prospero's Books）は、1991年制作のイギリスのドラマ映画。
ピーター・グリーナウェイがウィリアム・シェイクスピアの最後の戯曲『テンペスト』を独創的な映像美で描いた作品。衣装デザインをワダエミが担当した。

## キャスト
- プロスペロー：ジョン・ギールグッド
- キャリバン：マイケル・クラーク
- アロンゾー：ミシェル・ブラン
- ゴンザーロー：エルランド・ヨセフソン
- ミランダ：イザベル・パスコー
- アントーニオ：トム・ベル
- エイドリアン：ジェラルド・トーレン
- ファーディナンド：マーク・ライランス
- セバスチャン：ケネス・クラナム
- セレス：ウテ・レンパー